# Губельцы
Губельцы (укр. Губельці) — село в Славутском районе Хмельницкой области Украины.
Население по переписи 2001 года составляло 477 человек. Почтовый индекс — 30071. Телефонный код — 3842. Занимает площадь 1,9 км². Код КОАТУУ — 6823981602.

## Местный совет
30071, Хмельницкая обл., Славутский р-н, с. Волица